# Асиккала
Асиккала (фин. Asikkala) — муниципалитет Финляндии в провинции Пяйят-Хяме. Находится в 25 километрах на северо-запад от города Лахти. Расположен между двумя озерами — Весиярви и Пяйянне.
На территории Асиккалы располагаются много поселков и деревень.

## Персоналии
- Кемппи, Хилкка (род. 1988) — финский политический деятель.
- Хаапанен, Тойво (1889—1950) — финский музыковед, дирижёр, искусствовед, историк искусства.

## Достопримечательности
Среди достопримечательностей есть и природные — леса, озера, горные гряды, музеи и старинные церкви.
- В музее Дом Пяйянне в Вяяксю находятся музей рыбной ловли, выставка природы и сменные экспозиции.
- канал в поселке Вяяксю, соединяющий два озера — самый бойкий в Европе канал, по которому ходят прогулочные суда.
- дача профессора Даниэльсона-Калмари (ведущий финский историк и политик).
- На старинной электростанции/мельнице-музее можно увидеть секреты работы мельницы, посмотреть плотину и попробовать повернуть мельничный жёрнов.
- Церковь в Асиккала из миллиона кирпичей, построенная в 1880 году.

Также в Асиккале можно найти красивые пейзажи, отличные пляжи для купания. В Вяяксю есть несколько уютных кафе и ресторанов, можно взять напрокат лодку и снасти для рыбной ловли.
Летом в Асиккала проводятся ярмарки, День самодельных корабликов, по выходным — танцы и базар на площади.
В округе работают две гостиницы, летом — хостелы.

## Транспорт
От Лахти ходят автобусы до Вяяксю и дальше. Время в пути — около 25 минут. Так же можно доехать автобусом от Сюсьмы, Ювяскюли и Падасьйоки.